# 佐藤由美子 (ゴルファー)
佐藤 由美子（さとう ゆみこ、1955年5月21日 - ）は、日本のプロゴルファー。 日本女子プロゴルフ協会正会員（23期）。

## 人物
山形県長井市出身、宮城県仙台市在住。日東郡山高等学園中退。 身長 157 cm、体重60kg、血液型 AB型。所属はツインズ。得意クラブは、ショートアイアン。師弟関係は永野幸子。ホームコースは仙台空港カントリークラブ。
家族は、夫、双子の2子、長女の佐藤のぞみもプロゴルファー。 趣味は、音楽鑑賞。好きな色はグレー、紺。愛車はトヨタ・ハリアー。

## 年度別成績
| 年 度  | 出場試合 | 年間獲得賞金 | 順 位 | 平均ストローク |
| ------ | -------- | ------------ | ----- | -------------- |
| 1977年 | 2試合    | 52万0000円   | 45位  | 79.3333        |
| 1978年 | 2試合    | 8万3000円    | 78位  | 79.4000        |
| 1981年 | 1試合    | 0円          | 113位 | 81.5000        |
| 1982年 | 21試合   | 40万8000円   | 78位  | 80.5000        |
| 1983年 | 12試合   | 54万8000円   | 91位  | 80.5417        |
| 1984年 | 7試合    | 11万5500円   | 124位 | 78.9375        |

## おもな戦歴
- 1977年 ミズノプロ新人戦 優勝 （レギュラーツアー対象外）
- 1978年 広島女子オープンゴルフトーナメント 28位タイ
- 1982年 広島女子オープンゴルフトーナメント 26位タイ
- 1983年 沖縄牧自レディースゴルフ 15位タイ

## エピソード
- 1998年、長女の佐藤のぞみが初めて競技会参加した際、荒天であったため、9ホール終了後に途中棄権した。 これを見た由美子は、「悪天候を理由に子供だから棄権をするということは許されないんだよ。 競技には大人も子供も関係ない。 棄権したということは、どんなに悪いスコアでも最後までホールアウトした人に負けているんだからね。」と厳しく戒め、後にのぞみがプロゴルファーを目指す原点となった。
- 娘ののぞみが在学中の縁から、毎週木曜日に東北福祉大学指定練習場に招かれ、「ツインズゴルフスクール」名目でジュニアゴルファーの育成を行っている。